# ويليام هنري إيوستس
ويليام هنري إيوستس هو فاعل خير وسياسي أمريكي، ولد في 17 يوليو 1845 في مقاطعة جيفيرسون في الولايات المتحدة، وتوفي في 30 نوفمبر 1928 في مينيابوليس في الولايات المتحدة. نشط حزبياً في الحزب الجمهوري. وقد انتخب عمدة منيابولس ‏ (2 يناير 1893 – 7 يناير 1895).